# Дунайский десант
Дунайский десант 24—25 июня 1941 года — тактический десант, высаженный советской Дунайской военной флотилией на румынским берегу Дуная в начале Великой Отечественной войны.

## Предшествующая обстановка
Румыния во главе с Ионом Антонеску напала на СССР без объявления войны утром 22 июня 1941 года одновременно с германскими войсками. С утра 22 июня велись артиллерийский обстрел и авиационные бомбардировки советских городов на берегу Дуная (Рени, Измаил, Килия, Вилково) и главной базы Дунайской флотилии. Также 22 июня румынские войска пытались форсировать в нескольких местах Дунай, но были отброшены на свою территорию. На этом участке установилось относительное затишье, поскольку главный удар немецких войск наносился значительно севернее.
Дунайская военная флотилия (командующий контр-адмирал Н. О. Абрамов) насчитывала дивизион мониторов (5 мониторов), дивизион бронекатеров (22 катера), отряд катеров-тральщиков (7 катеров), отряд полуглиссеров (6 единиц), 1 минный заградитель, вспомогательные суда (1 штабной корабль, 1 плавмастерская, 1 госпитальное судно, 2 колёсных буксира, 12 различных катеров и шхун). Также в составе флотилии были отдельная стрелковая рота, 17-я пулеметная рота, 46-й отдельный зенитный артдивизион, Дунайский сектор береговой обороны в составе шести батарей разного калибра, 96-я истребительная авиаэскадрилья (14 истребителей).
Оборону занимал 79-й пограничный отряд (в составе которого находился дивизион морской пограничной охраны НКВД — 4 катера «морской охотник», 25 малых речных катеров, который в первый день войны перешёл в оперативное подчинение флотилии) и 51-я Перекопская стрелковая дивизия (командир генерал-майор П. Г. Цирульников), в том числе в районе Кили — 23-й стрелковый полк этой дивизии.
После неудачи 22 июня противник значительно усилил артиллерийский обстрел советской территории. По настойчивым требованиям командира 23-го стрелкового полка майора П. Н. Сироты 23 июня генерал П. Г. Цирульников дал разрешение высадить десант в районе города Килия-Веке на румынском берегу Дуная и уничтожить стоявшие там артиллерийские батареи. Свою роль в этом решении сыграл и тот факт, что с 22 июня диверсионные и разведывательные группы пограничников уже несколько раз успешно переправлялись через Дунай, захватывая пленных и уничтожая мелкие подразделения.

## Высадка 24 июня
Целью десанта был сформулирован захват вражеских укрепленных позиций в районе мыса Сатул-Ноу. Отряд высадки десанта состоял из 4 бронекатеров, с ним тесно взаимодействовал отряд артиллерийской поддержки — мониторы «Ударный» и «Мартынов». В состав десанта выделены сводная рота пограничников, по одной пулеметной и стрелковой роте, в состав артиллерийских сил поддержки десанта — три батареи на восточном берегу. Сосредоточение сил десанта производилось в Кислицкой протоке Дуная.
Утром 24 июня после артиллерийской подготовки в назначенной точке десант был высажен. В стремительном бою румынские войска на этом участке (две роты) были разгромлены, взяты в плен 70 солдат и офицеров. Для развития успеха на захваченный плацдарм сразу был высажен один стрелковый батальон 51-й дивизии. Мыс Сатул-Ноу был полностью очищен. С советской стороны убитых не было, до 10 человек получили ранения.
Советское командование немедленно решило развить достигнутый успех и приступило к подготовке высадки второго десанта непосредственно в Килия-Веке. Отряд высадки — 4 бронекатера, 10 пограничных катеров. Командир высадки — командир Килийской группы кораблей капитан-лейтенант И. К. Кубышкин. Для артподдержки были выделены значительные силы артиллерии. Силы десанта — три батальона 23-го стрелкового полка.

## Высадка основного десанта и дальнейшие действия на плацдарме
Бой по захвату Килия-Веке начался поздно вечером 25 июня. Ввиду малого количества кораблей десант высаживался поэшелонно, по 1 батальону в каждом эшелоне. Ночная атака оказалась внезапной для врага. Румыны заметили подход советских катеров слишком поздно. Несмотря на открытый артиллерийский огонь (повреждены два катера), десант сумел высадиться на румынский берег. Гарнизон организованного сопротивления оказать не смог, возникла паника. В ночном бою город был занят. К 10 часам утра 26 июня десант полностью овладел укреплённым районом и занял плацдарм глубиною до 3 километров и по фронту до 4 километров. Были разгромлены усиленный артиллерией пехотный батальон и погранзастава, противник потерял более 200 солдат и офицеров убитыми, около 500 (по другим данным 720) человек сдались в плен, захвачены 8 орудий, 30 пулемётов, свыше тысячи винтовок. В этом бою десант потерял 5 человек убитыми и 7 ранеными.
В течение суток 26 июня на румынском берегу катерами флотилии были высажены небольшие подразделения 51-й дивизии, занявшие важные в военном смысле поселки и острова, что позволило объединить оба плацдарма в один. В результате оба берега Килийского гирла от устья реки Рапиды до Периправы (протяженность около 70 километров) находились в руках советских войск. Измаильская группа кораблей получила свободу действий и могла оказать эффективную поддержку сухопутным частям.
Поскольку общая обстановка на советско-германском фронте сложилась в пользу противника, рассчитывать на прибытие подкреплений и развитие наступления вглубь румынской территории было нельзя. Командир дивизии отдал приказ прочно удерживать занятый плацдарм и закрепиться на достигнутых рубежах. Для укрепления обороны в Килия-Веке было переправлено ещё несколько подразделений 23-го стрелкового полка.
Первые попытки ликвидировать плацдарм были отбиты 27 и 29 июня. С 1 июля противник перешёл в наступление. Развернулись кровопролитные бои (особенно жестокие — 3, 4 и 6 июля). Всего были отбиты с значительными потерями 18 крупных атак румынских войск. Только когда румынско-немецкие войска, используя успехи на Украине, стали угрожать северному флангу и тылам Южного фронта, по приказу командования плацдарм был оставлен. 19 июля последние корабли Дунайской флотилии с личным составом снятого десанта покинули Дунай и ушли в Одессу.
При высадке десантов потери в кораблях отсутствовали. Затем при поддержке войск на плацдарме и их эвакуации флотилия потеряла 4 катера погибшими от огня вражеской артиллерии и 1 — от удара авиации.

## Итоги операции
Дунайский десант стал первым советским десантом в годы Великой Отечественной войны. В советской военно-исторической литературе значение успешного десанта на Дунае зачастую преувеличено, ему приписывается срыв наступления противника на приморском фланге на Одессу. В действительности действия десантов имели только тактическое значение (прекращение обстрела прибрежных городов и главной базы флотилии, как следствие — сохранение имущества и основной части корабельного состава флотилии, привлечение на себя значительных сил противника). Большое значение при общем катастрофическом развитии событий на советско-германском фронте получил и моральный эффект этой успешной операции.
Обращает на себя внимание разумная инициатива советских командиров — по существу, десантную операцию провели три начальника: командующий флотилией, командир дивизии и начальник пограничного отряда. Вышестоящие командиры и штабы не вмешивались в высадку десантов, подключившись лишь позднее к решению вопросов по обороне и эвакуации плацдарма.